# Edouard Beaupré

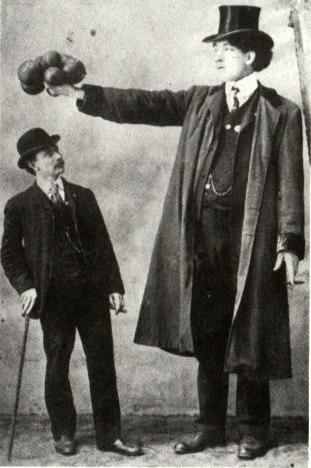
Edouard Beaupré em comparação com seu pai, Gaspard Beaupré, cuja altura era 1,73 m.

Edouard Beaupré (nascido Joseph Edouard Beaupré Piché em 9 de janeiro de 1881) foi um gigante canadense do show de horrores, lutador, atleta de grande força e uma estrela no Ringling Bros. and Barnum & Bailey Circus.
Beaupré visitou, com seu pai, Nova York e outras cidades. Ao retornar a Montreal, lutou contra o homem forte de Quebec, Louis Cyr, em Parc Sohmer, em 1901. Cyr o venceu facilmente, embora os partidários de Beaupré tenham alegado que ele estava enfraquecido pela tuberculose e era apenas uma sombra do atleta que havia sido.
Em 1902, Beaupré foi diagnosticado com tuberculose. Na época, ele estava com 2,52 m de altura e ainda estava crescendo. Embora outras fontes digam 2,34 m (7 pés 8 pol.). Guinness afirmou que ele tinha 2,36 m (7 pés 9 pol.) [61] [ duvidoso - discutir ]